# Guercioja monoliferae
Guercioja monoliferae är en insektsart som beskrevs av Carl Julius Bernhard Börner 1931. Guercioja monoliferae ingår i släktet Guercioja och familjen dvärgbladlöss. Inga underarter finns listade i Catalogue of Life.